# Macovzi
Macovzi  (in croato Makovci, già Macovazzi) è una località della Croazia, insediamento del comune istriano di Grisignana.

## Posizione, storia ed attività
Macovzi è situato a 5 km dalla valle del fiume Quieto, vicino al confine con la Slovenia.
Il paese fu abitato fin dalla preistoria. Successivamente divenne parte prima della Repubblica di Venezia e poi dell'Impero austro-ungarico. Dopo la prima guerra mondiale il paese entrò a far parte dell'Italia, ma alla fine della seconda guerra mondiale la Jugoslavia occupò il paese, costringendo gli italiani (la maggioranza della popolazione) ad abbandonare Macovzi. Infatti la popolazione da 163 persone (1948) arrivò a 64 (1971). Negli ultimi anni il paese si sta via via ripopolando, sia con il ritorno degli esuli, sia con l'arrivo di nuovi paesani. Oggi Macovzi fa parte della Croazia e le attività più sviluppate sono all'agricoltura e all'allevamento.
Nel paese, come in tutto il comune di Grisignana, vige il bilinguismo croato-italiano. Stranamente il toponimo italiano indicato nel cartello d'ingresso è erroneamente indicato come "Makovzi".

## Società

### Evoluzione demografica
Nel 2011 si contavano 100 abitanti divisi in 41 nuclei familiari.